# حابي
حعبي أو حابي كما يشاع نطقه، هو إله فيضان النيل السنوي في الدين المصري القديم. الفيضان كان يودع الطمي الغني (التربة الخصبة) على ضفاف النهر، مما يسمح للمصريين بزراعة المحاصيل. كان حعبي يُحتفل به كثيرًا بين المصريين. بعض ألقاب حعبي كانت "سيد السمك والطيور في المستنقعات" و"سيد النهر الذي يجلب النبات". يُصور حعبي عادة كشخص أنثوي المظهر ببطن بارزة وثديين كبيرين مترهلين، مرتديًا مئزرًا ولحية احتفالية زائفة، ويُصور كذلك كشخص خنثوي المظهر يحمل مظاهر الأنوثة والذكورة معا.

## الميثولوجيا
كان يُقال أحيانًا أن فيضان النيل هو وصول حعبي. ولأن هذا الفيضان كان يوفر تربة خصبة في منطقة كانت صحراء في الأصل، فقد كان حعبي يرمز إلى الخصوبة. كان لديه ثديين كبيرين لأنه كان يُقال إنه يجلب حصادًا غنيًا ومغذيًا. وبسبب طبيعته الخصبة كان يُعتبر أحيانًا "أب الآلهة"، وكان يُعتبر أبًا عطوفًا يساعد في الحفاظ على توازن الكون، العالم أو الكون باعتباره نظامًا منظمًا ومنسجمًا. كان يُعتقد أنه يعيش داخل كهف في المصدر المفترض للنيل بالقرب من أسوان. كان عبادة حعبي تقع بشكل رئيسي في الشلال الأول المسمى الفنتين. كان كهنته يشاركون في الطقوس لضمان مستويات التدفق المستقرة المطلوبة من الفيضان السنوي. في الفنتين كان المقياس النيلي الرسمي، وهو جهاز قياس، يُراقب بعناية للتنبؤ بمستوى الفيضان، وكان كهنته متورطين بشكل حميم في مراقبته.
لم يكن حعبي يُعتبر إله النيل نفسه بل إله حدث الفيضان. كما كان يُعتبر "صديقًا لـجب"، إله الأرض المصري، و"سيد نبري"، إله الحبوب.

## الأيقونية

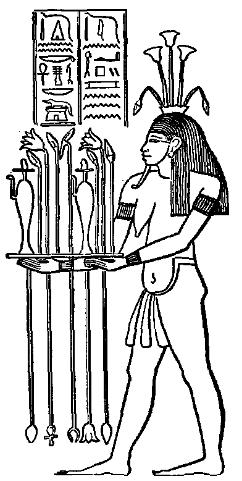
حعبي يقدم القرابين

على الرغم من كونه ذكر ويرتدي اللحية الزائفة، كان يُصور حعبي بثديين كبيرين وبطن كبير، كتمثيلات لخصوبة النيل. كما كان يُعطى عادة بشرة زرقاء أو خضراء، تمثل الماء. كانت السمات الأخرى تختلف حسب منطقة مصر التي توجد فيها التمثيلات. في مصر السفلى، كان يزين بالبردي وتحضر معه الضفادع، الموجودة في المنطقة، ورموزها. بينما في مصر العليا، كانت اللوتس وتماسيح النيل أكثر وجودًا في النيل، وبالتالي كانت هذه رموز المنطقة، وتلك المرتبطة بحعبي هناك. غالبًا ما كان يُصور حعبي حاملاً قرابين من الطعام أو يصب الماء من أمفورا، ولكن نادرًا ما كان يُصور كفرس النهر. خلال الأسرة التاسعة عشرة، كان حعبي غالبًا يُصور كزوج من الشخصيات، كل منهما يحمل ويربط ساقي نباتين طويلين يمثلان مصر العليا والسفلى، مما يرمز إلى ربط نصفي البلاد حول [[الهيروغليفية|العلامة الهيروغليفية] الذي يعني "الاتحاد". هذا التمثيل الرمزي كان يُنحت غالبًا في قاعدة التماثيل الجالسة للملوك.
المؤرخ المصري المقريزي (1364-1442) ذكر في "الخطط المقريزية" أن العذارى الحية كان يُضحى بهن سنويًا كـ"عرائس النيل" ("عروس النيل") وتم قبول ذلك تاريخيًا حتى السبعينيات، ولكن هذا الادعاء محل خلاف من قبل بعض علماء المصريات مثل بسام الشماع.

## معرض الصور

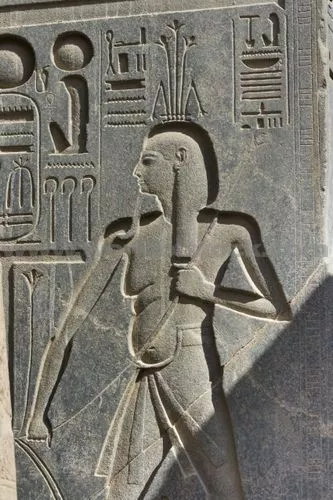
نقش لحعبي
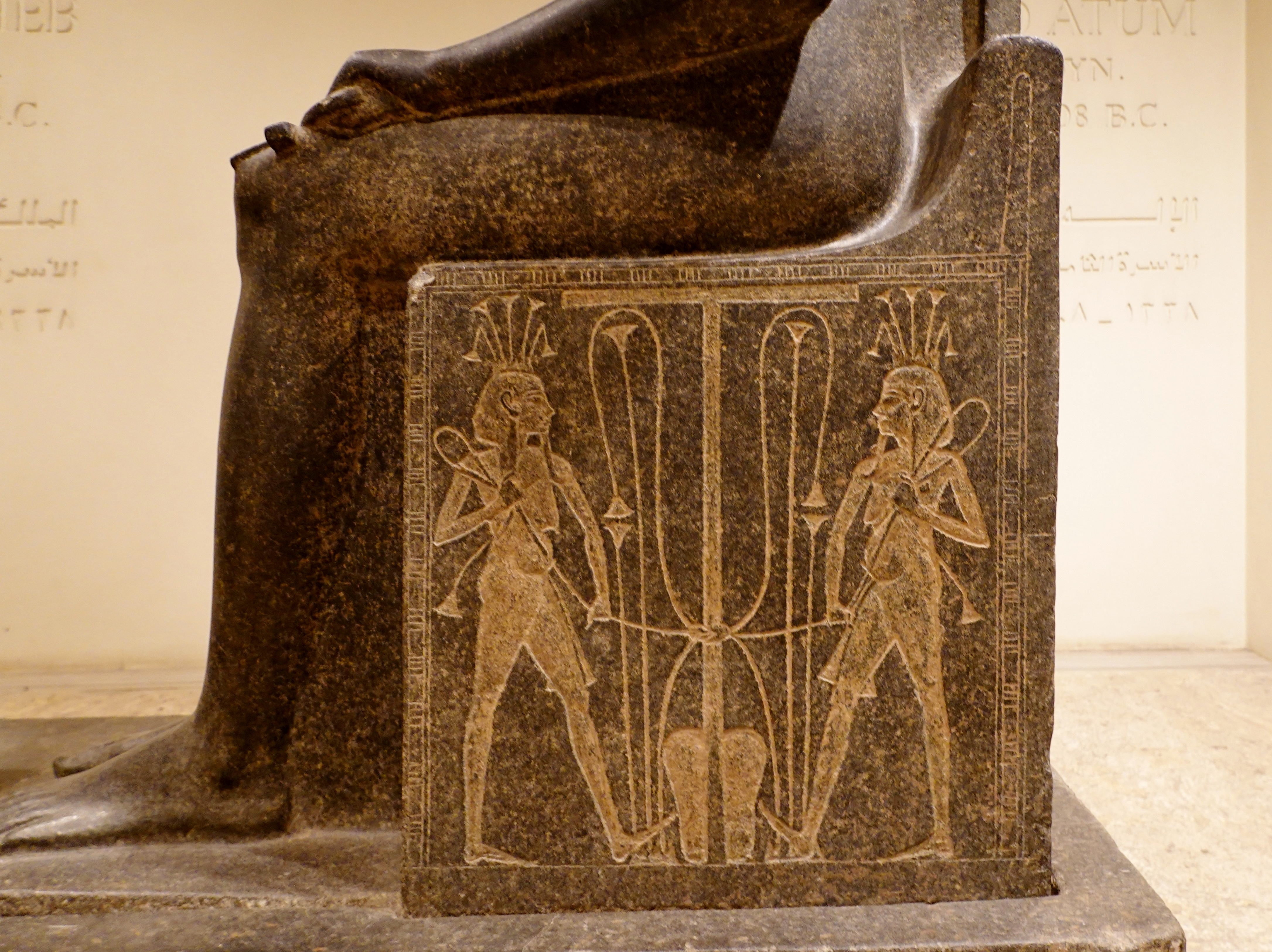
تماثيل الملك حورمحب تصور حعبي، الأسرة الثامنة عشرة
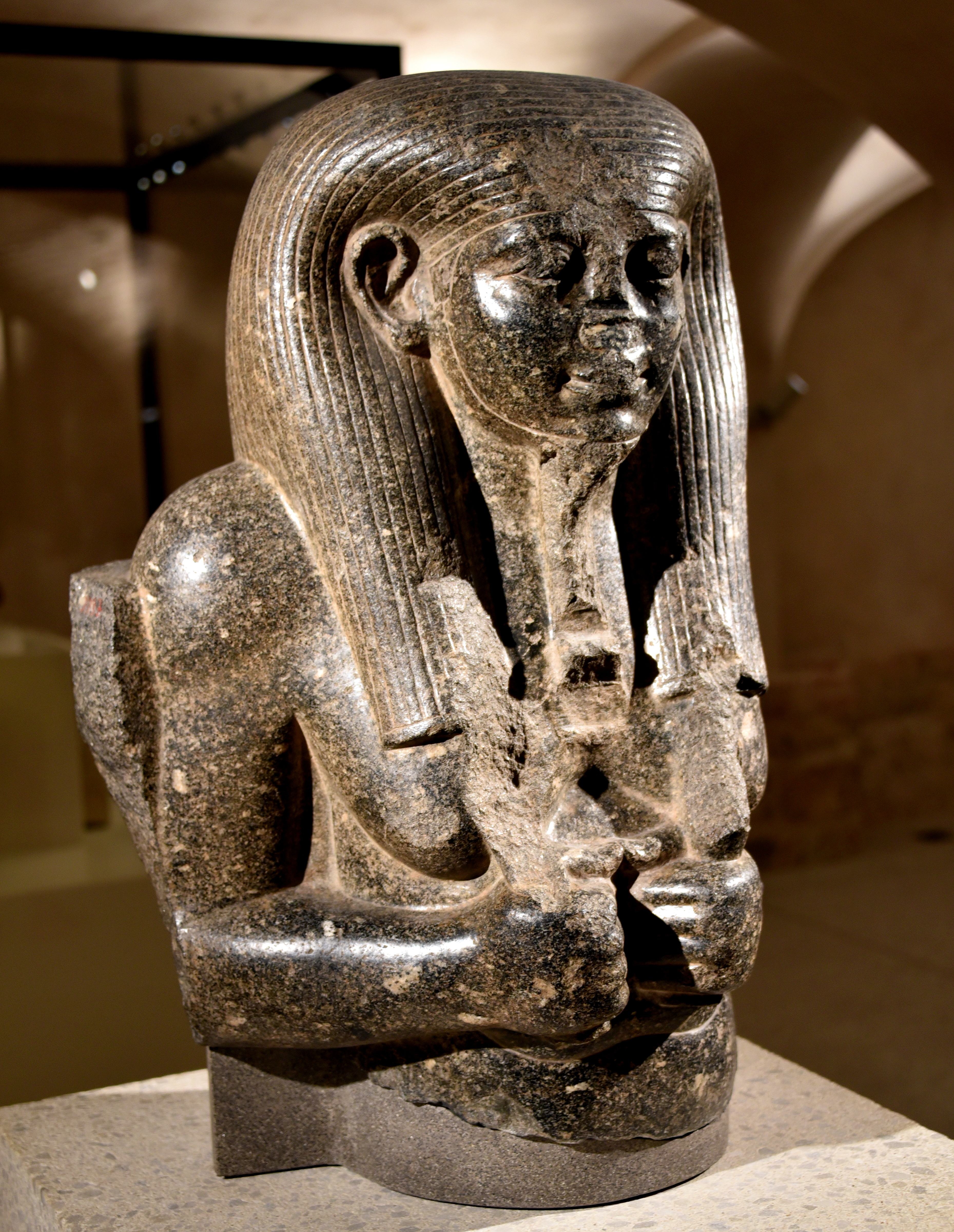
الجزء العلوي من تمثال لإله النيل حعبي. من الفيوم، مصر، الأسرة الثانية عشرة، حوالي 1800 ق.م. متحف نوييس، برلين
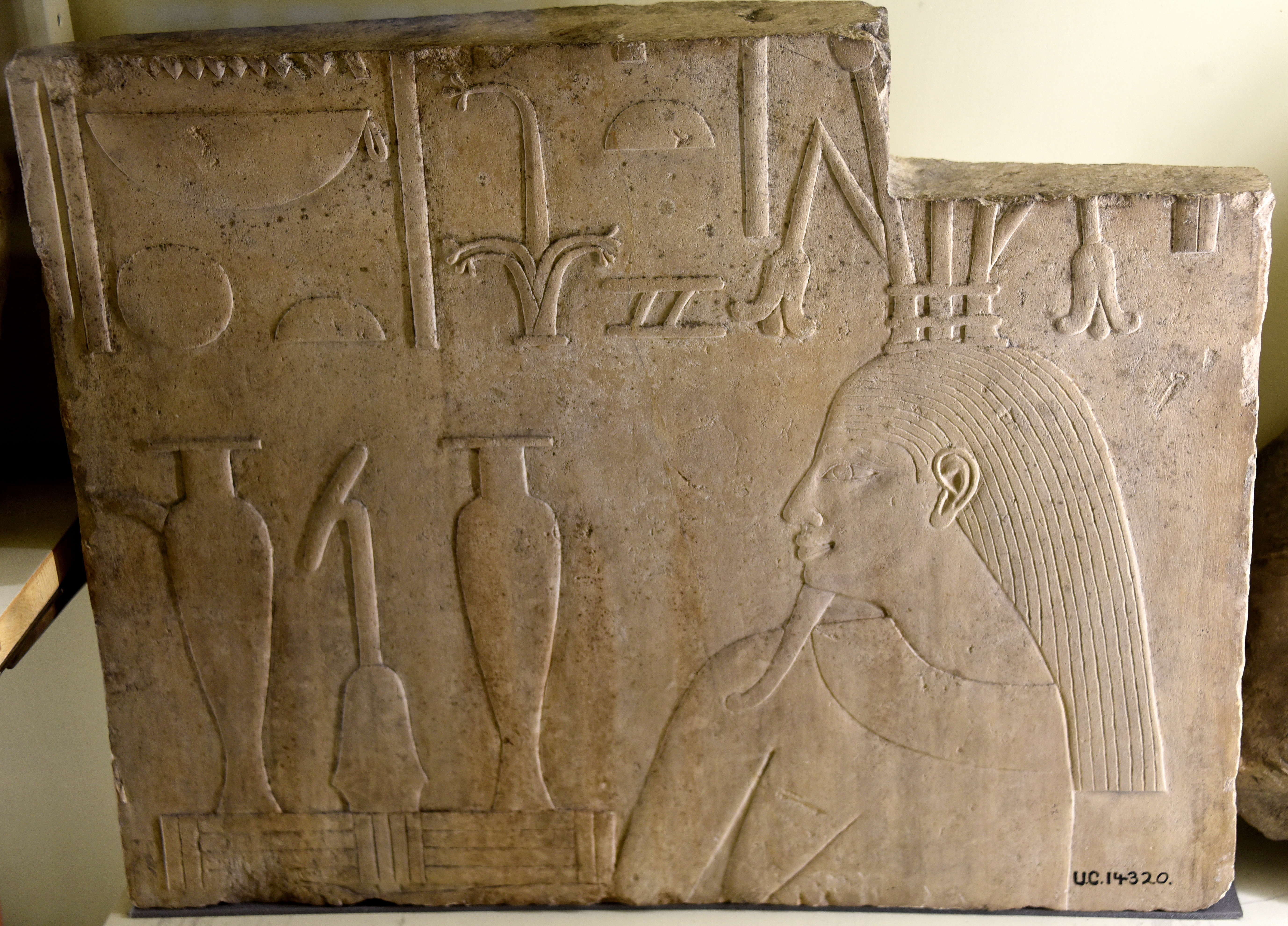
لوح من الحجر الجيري يظهر إله فيضان النيل حعبي. الأسرة الثانية عشرة. من أساسات معبد تحتمس الثالث في قفط، مصر. متحف بيتري لعلم الآثار المصري، لندن
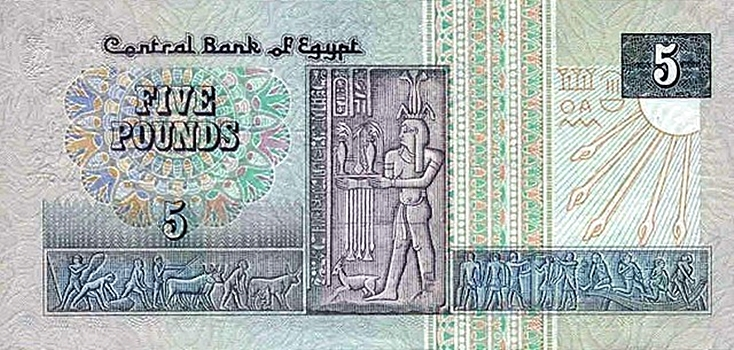
حعبي على ورقة نقدية من فئة 5 جنيهات.

## قراءة إضافية
- Bonneau, Danielle (1964). ارتفاع النيل: إله مصري، عبر ألف سنة من التاريخ 332 قبل الميلاد - 641 بعد الميلاد، حسب المؤلفين اليونانيين واللاتينيين (بالفرنسية). C. Klincksieck.

## روابط خارجية
- حعبي، إله النيل، الخصوبة، الشمال والجنوب
- الإله المصري - حعبي: أب الآلهة
- مصر القديمة: الميثولوجيا - حعبي